# Kharaba
Kharaba (tiếng Ả Rập: خربا) cũng đánh vần Kharraba hoặc Kherba, là một ngôi làng ở phía đông nam Syria, thuộc khu vực hành chính của huyện As-Suwayda của Tỉnh As-Suwayda, nằm ở phía nam as-Suwayda. Trong cuộc điều tra dân số năm 2004, nó có dân số 581. Cư dân của nó chủ yếu là Kitô hữu Chính thống Hy Lạp.